# سوزانا اندرسن
سوزانا اندرسن (انگلیسی: Susanne Andersen؛ زادهٔ ۲۳ ژوئیهٔ ۱۹۹۸) دوچرخه‌سوار اهل نروژ است.
وی در مسابقات کشوری و بین‌المللی در مجموع برندهٔ ۱ مدال برنز شده‌است.